# Ataque no Aeroporto Internacional de Jinnah
Em 8 de junho de 2014, 10 militantes armados com armas automáticas, um lançador de foguetes, coletes suicidas e granadas atacaram o Aeroporto Internacional de Jinnah em Karachi, no Paquistão. 36 pessoas foram mortas, incluindo todos os 10 agressores, e outras 18 ficaram feridas. A organização militante Tehrik-i-Taliban Pakistan (TTP) inicialmente reivindicou a responsabilidade pelo ataque. Segundo a mídia estatal, os atacantes eram estrangeiros de origem uzbeque que pertenciam ao Movimento Islâmico do Uzbequistão (MIU), uma organização militante ligada à Al Qaeda que trabalha em estreita colaboração com o TTP. O TTP confirmou posteriormente que o ataque foi uma operação conjunta que executaram com a MIU, que admitiu independentemente ter fornecido pessoal para o ataque.
Após o ataque, os militares paquistaneses realizaram uma série de ataques aéreos contra esconderijos de militantes nas áreas tribais ao longo da fronteira afegã. Pelo menos 25 militantes foram mortos em 10 de junho, incluindo combatentes estrangeiros. Dois ataques de drones em 12 de junho também mataram uzbeques, afegãos e alguns militantes locais. Em 15 de junho, os militares paquistaneses intensificaram os ataques aéreos no Waziristão do Norte e bombardearam oito esconderijos de militantes estrangeiros. Pelo menos 105 insurgentes foram mortos, a maioria dos quais eram uzbeques, incluindo aqueles ligados ao ataque ao aeroporto. Alguns outros militantes estrangeiros também foram mortos. De acordo com fontes militares, um importante comandante uzbeque e idealizador do ataque, Abu Abdur Rehman Almani, foi morto na operação. Essas respostas militares culminaram na Operação Zarb-e-Azb, uma operação abrangente das Forças Armadas do Paquistão contra militantes no Waziristão do Norte.